# هجرة الأفارقة إلى الولايات المتحدة
تشير الهجرة الأفريقية إلى الولايات المتحدة إلى المهاجرين إلى الولايات المتحدة الذين كانوا أو ما يزالون من مواطني الدول الأفريقية الحديثة. يشير مصطلح أفريقي في نطاق هذه المقالة إلى الأصول القومية أو الجغرافية أكثر من الانتماء العرقي. ارتفع عدد السكان الأفريقيين المولودين في الولايات المتحدة بين قانون الهجرة والجنسية لعام 1965 وقانون الهجرة لعام 2017 إلى 1.2 مليون شخص.
يأتي المهاجرون الأفارقة في الولايات المتحدة من جميع مناطق أفريقيا تقريبًا ولا يعتبرون مجموعة متجانسة. يتضمنون شعوبًا من قوميات ولغويات وأعراق وأصول وثقافات وخلفيات اجتماعية مختلفة. وعلى هذا النحو، يختلف المهاجرون الأفارقة عن الأمريكيين الأفارقة المولودين في البلاد، والذين تم إحضار العديد منهم قسرًا من غرب ووسط أفريقيا إلى الولايات المتحدة الاستعمارية عن طريق تجارة العبيد التاريخية عبر المحيط الأطلسي.

## تشريع الهجرة

### الجنسية
توسع قانون التجنيس في سبعينيات القرن التاسع عشر ليسمح «للأجانب، البيض الأحرار منهم وللأجانب من أصل أفريقي وللأشخاص من نسب أفريقي» بالحصول على الجنسية. كان يُسمح بالهجرة من أفريقيا نظريًا، على عكس هجرة غير البيض من آسيا.

### الحصص المشرعة بين 1921 و1924
تم سن عدة قوانين لتطبيق حصص الأصول القومية على الهجرة في الولايات المتحدة بين عامي 1921 و1924، وبقيت سارية المفعول حتى ألغيت في عام 1965. كان هدف القوانين هو تقييد هجرة اليهود والكاثوليك من أوروبا الشرقية الجنوبية والهجرة من آسيا، لكنها أثرت أيضًا على المهاجرين الأفارقة. استثنى التشريع فعليًا الأفارقة من الدخول إلى البلاد.
قيد قانون حصص الطوارئ لعام 1921 الهجرة من بلد معين إلى 3% من عدد الأشخاص الذين يعيشون في الولايات المتحدة من ذلك البلد وذلك وفقًا للإحصاء الرسمي للسكان لعام 1910. خفض قانون الهجرة لعام 1924، المعروف أيضًا باسم قانون جونسون-ريد، تلك النسبة إلى 2% من عدد سكان ذلك البلد الذين كانوا يعيشون مسبقًا في الولايات المتحدة منذ عام 1890. وفقًا لهذا النظام، وصل إجمالي حصص المهاجرين من إفريقيا(باستثناء مصر) إلى 1100 (ارتفع العدد إلى 1400 بموجب قانون مكارين وولتر لعام 1942). يختلف ذلك مع المهاجرين من ألمانيا الذين كان أعلى حد لعددهم يساوي 51227.

### إلغاء الحصص
ألغى قانون الهجرة والجنسية لعام 1965 (المعروف أيضًا بقانون هارت-سيلر) الحصص القومية وازداد بالتالي عدد المهاجرين من الدول النامية بشكل كبير، وخاصة من أفريقيا وآسيا. طرح هذا القانون أيضًا تصنيفًا منفصلًا للاجئين. ويتيح أيضًا فرصة أكبر للم شمل العائلات.

### تأشيرة هجرة التنوع
تأشيرة هجرة التنوع أو سحب يا نصيب البطاقة الخضراء، هو برنامج أنشئ بموجب قانون الهجرة لعام 1990. يسمح هذا البرنامج للأشخاص المولودين في بلدان معدلات الهجرة منها إلى الولايات المتحدة منخفضة بالحصول على إقامة دائمة قانونية. تتوزع 50 ألف تأشيرة من هذه التأشيرات سنويًا بشكل عشوائي. منح نحو 38% من هذه التأشيرات للمهاجرين المولودين في أفريقيا في عام 2016. يمثل أيضًا الأشخاص المولودون في أفريقيا أكثر المجموعات تنوعًا بين المتقدمين منذ عام 2013. التقديم مجاني والمتطلبات المتعلقة بالتعليم هي إما شهادة ثانوية عامة أو سنتين من الخبرة المهنية التي تتطلب عامين من التدريب.

## اتجاهات وعوامل الهجرة الحديثة
شهدت قارة أفريقيا العديد من التغييرات في أنماط الهجرة على مدار التاريخ. يظهر الرسم البياني التالي الهجرة الأفريقية إلى الولايات المتحدة في عام 2016 بناء على فئة القبول مع أرقام من الكتاب السنوي لوزارة الأمن الداخلي.
بدأ تدفق المهاجرين الأفارقة في الجزء الأخير من القرن العشرين ويشار إليها غالبًا بأنها «الهجرة الرابعة الكبرى». اتجه نحو ثلاثة أرباع المهاجرين الخارجيين من أفريقيا إلى الولايات المتحدة بعد عام 1990. بدأ هذا الاتجاه بعد إنهاء الاستعمار، لأن العديد من الأفارقة انتقلوا إلى الولايات المتحدة بحثًا عن التعليم وهربًا من الفقر، وارتفع بشكل مطرد مع مرور الوقت. من المتوقع أن يستمر معدل الهجرة بالازدياد في العقود القادمة.
جاء هؤلاء المهاجرين في الأصل ولديهم هدف وحيد هو تطوير أنفسهم قبل العودة إلى بلدانهم. مع ذلك فإن العديد من المهاجرين لم يعودوا إلى بلدانهم الأصلية. في السنوات الأخيرة، كان هناك زيادة في عدد المهاجرين الأفارقة المهتمين بالحصول على الإقامة الدائمة في الولايات المتحدة؛ أدى ذلك إلى استنزاف شديد للعقول في اقتصادات الدول الإفريقية بسبب مغادرة العديد من الأفارقة المهرة والمجدين لإفريقيا للبحث عن الثروات الاقتصادية في الولايات المتحدة أو في مكان آخر.
أحد أكبر العوامل التي ساهمت في الهجرة من إفريقيا إلى الولايات المتحدة هو فرص العمل. كان من الأسهل بالنسبة للمهاجرين الأفارقة الذين يمتلكون تعليمًا متقدمًا أن يغادروا ويدخلوا أسواق العمل الدولية. إضافة إلى ذلك، انتقل العديد من الأفارقة إلى الولايات المتحدة للحصول على تدريب متقدم. على سبيل المثال، انتقل العديد من الأطباء من عدة دول أفريقية إلى الولايات المتحدة للحصول على المزيد من الفرص الاقتصادية مقارنةً ببلدهم الأم.14 من ناحية أخرى، ولأن المزيد من الأفارقة يهاجرون إلى الولايات المتحدة، فإن أسبابهم وعواملهم تميل لأن تصبح أكثر تعقيدًا.
يرسل العديد من الأفارقة الذين يهاجرون إلى الولايات المتحدة دخلهم إلى إفريقيا من خلال التحويلات المالية. في نيجيريا على سبيل المثال، بلغ مجموع التحويلات المالية من النيجيريين في الولايات المتحدة إلى نيجيريا نحو 6.1 مليار دولار في عام 2012، أي ما يقارب 3% من الناتج المحلي الإجمالي في نيجيريا. أدى الدور المهم للتحويلات المالية في تحسين حياة أفراد العائلات في الولايات المتحدة إلى بقاء المهاجرين وإلى الهجرة على حد سواء.
أعقب الاتجاهات التعليمية والاقتصادية للهجرة، الهجرة المدفوعة بهدف لم شمل العائلات. يُقصد بلم شمل العائلات قدرة المواطنين الأمريكيين على كفالة أفراد عائلاتهم للهجرة. أدت الكفالة المباشرة لأفراد العائلة والأفضليات الأسرية الأخرى إلى هجرة نحو 45 % ثم 10% من الهجرة الإفريقية بأكملها في عام 2016. تساعد منظمات الخدمة القانونية مثل شبكة الدعوة الإفريقية في كفالة أفراد العائلة لمهاجرين جدد إلى الولايات المتحدة.
إضافة إلى ذلك، يشكل اللاجئون فئة كبيرة من رسوم الدخول إلى الولايات المتحدة. كانت الأزمات الأخيرة في جمهورية إفريقيا الوسطى، وجنوب السودان، ونيجيريا وبوروندي أسباب لزيادة المهاجرين في السنوات الأخيرة. قد يواجه اللاجئون صعوبة أكبر في دخولهم إلى الولايات المتحدة مع القيود المفروضة مؤخرًا على دخول اللاجئين.